# Conferências Radicais de 1869

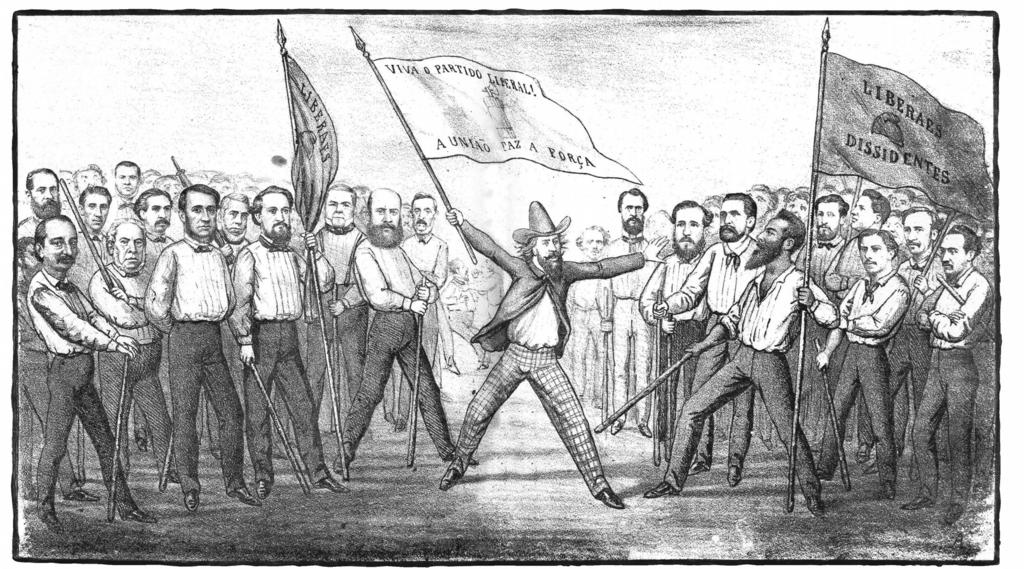
Charge ilustrando as divisões dentro do Partido Liberal no final da década de 1860.

As Conferências Radicais de 1869 foram palestras pronunciadas em teatros do Rio de Janeiro, São Paulo e Recife, entre 1869 e 1870. Experiência inédita na vida política brasileira, essas conferências buscaram levar o debate político para um espaço público novo, além da tribuna parlamentar e da imprensa tradicional, tratando de temas considerados urgentes para o país. Foram o embrião dos movimentos republicanos no Brasil.

## Antecedentes
Em 1862 surgiu a chamada Liga Progressista, sigla que preconizava a união entre dissidências liberais e conservadoras, formando assim um grupo politicamente moderado e conciliador, liderado por Zacarias de Góis e Vasconcelos. Porém, com o passar do tempo, o novo partido começou a entrar em crise, com a radicalização das dissidências liberais. Parte dessas dissidências, então, resolveu abandonar o grupo progressista e fundar no Rio de Janeiro o jornal Opinião Liberal, em 1866. O jornal era dirigido por jovens lideranças e seria o porta-voz do radicalismo surgido três anos depois.
Em 1868, com a Guerra do Paraguai caminhando para seu desfecho, Zacarias de Góis, chefiando seu terceiro gabinete, entrou em conflito com Luís Alves de Lima e Silva, então Marquês de Caxias, comandante das forças brasileiras no exterior e membro do Partido Conservador. Nesse conflito, o Imperador ficou ao lado do militar e decidiu pela demissão do gabinete Zacarias, uma atitude constitucional por parte do monarca, porém, considerada polêmica no contexto em que ocorreu, uma vez que o gabinete possuía apoio considerável na Câmara dos Deputados. Em substituição, o conservador Joaquim José Rodrigues Torres, Visconde de Itaboraí, foi chamado para formar um novo governo. A chamada “inversão partidária” gerou uma crise política sem precedentes no Império e dividiu o antigo Partido Liberal.

## Início

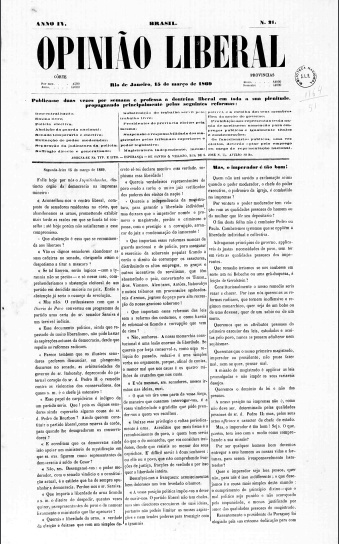
Primeira página do jornal Opinião Liberal (nº 21, 13 de março de 1869).

Segundo José Murilo de Carvalho:
[...] a década de 1860 pode ter sido a mais fértil de todo o Segundo Reinado em termos de pensamento e debate político. [...] pode-se dizer que em nenhuma outra se discutiram tanto os grandes temas políticos, institucionais e sociais do país.
Em 1868, foi criado o Centro Liberal  (futuro Clube da Reforma), agremiação que buscou organizar os liberais após a crise política e reformular sua plataforma de governo. Por outro lado, no mesmo ano, dissidências liberais criaram o Clube Radical, buscando aprofundar as reformas propostas por seus antigos correligionários e adotando o jornal Opinião Liberal de 1866 como seu porta-voz. Logo São Paulo e Pernambuco seguiram o exemplo da capital e fundaram seus próprios clubes e jornais radicais. A maneira encontrada por esses grupos para espalhar suas propostas foram as chamadas "Conferências Radicais", séries de palestras sobre os mais variados temas sócio-político-econômicos, buscando o alargamento do debate para um público mais amplo que aquele que lia jornais e assistia às sessões do parlamento. Porém, embora alegassem falar para e pelo “povo”, os radicais, assim como seu público, eram um grupo composto de homens de classe média, formado majoritariamente por advogados, médicos, jornalistas e professores, além de filhos de grandes aristocratas e alguns políticos conhecidos. Esses homens adotaram posições mais exaltadas em relação às propostas dos antigos liberais, chegando, inclusive, a questionar e atacar o regime monárquico vigente.

## Conferências

### Rio de Janeiro
As conferências do Rio de Janeiro foram organizadas pelo Clube Radical do Rio de Janeiro, entre março e julho de 1869. Tiveram como temas os seguintes:
1. Ensino livre, pronunciada por José Leandro de Godói e Vasconcelos em 21 de março de 1869.
2. Liberdade de culto, pronunciada por José Liberato Barroso em 4 de abril de 1869.
3. Abolição da Guarda Nacional, pronunciada por Pedro Antônio Ferreira Viana em 11 de abril de 1869.
4. Eleições diretas, pronunciada por Francisco Rangel Pestana em 18 de abril de 1869.
5. Degenerações do sistema representativo, pronunciada por Silveira da Mota em 25 de abril de 1869.
6. O Poder Moderador, pronunciada por Carlos Bernardino de Moura em 02 de maio de 1869.
7. Polícia eletiva, pronunciada por Henrique Limpo de Abreu em 09 de maio de 1869.
8. Radicalismo, pronunciada por Gaspar da Silveira Martins em 16 de maio de 1869.
9. Liberdade de ensino, pronunciada por José Leandro Godói e Vasconcelos em 23 de maio de 1869.
10. Abolição da Guarda Nacional, pronunciada por Pedro Antônio Ferreira Viana em 30 de maio de 1869.
11. Descentralização, pronunciada por Graciliano Aristides do Prado Pimentel em 06 de junho de 1869.
12. Liberdade de comércio, pronunciada por Pinto Junior em 13 de junho de 1869.
13. Proibição aos representantes da nação de aceitarem nomeação para empregos públicos e igualmente títulos e condecorações, pronunciada por Francisco Rangel Pestana em 20 de junho de 1869.
14. Senado temporário, pronunciada por Carlos Bernardino de Moura em 27 de junho de 1869.
15. Liberdade de cultos, pronunciada por Pedro Antônio Ferreira Viana em 04 de julho de 1869.
16. Descentralização, pronunciada por Graciliano Aristides do Prado Pimentel em 11 de julho de 1869.

### São Paulo
As conferências de São Paulo foram organizadas pelo Clube Radical Paulistano, entre julho e setembro de 1869. Tiveram como temas os seguintes:
1. A extinção do Poder Moderador, pronunciada por Luís Gonzaga Pinto da Gama em 18 de julho de 1869.
2. Liberdade de cultos, pronunciada por Américo de Campos em 1 de agosto de 1869.
3. Incompatibilidades judiciárias, pronunciada por Quirino dos Santos em 15 de agosto de 1869.
4. O despotismo do nosso governo tem sua origem na Constituição, pronunciada por Bernardino Pamplona em 29 de agosto de 1869.
5. O elemento servil, pronunciada por Ruy Barbosa em 12 de setembro de 1869.
6. Ensino livre, pronunciada por Júlio César de Freitas Coutinho em 25 de setembro de 1869.

### Pernambuco
As conferências de Pernambuco foram organizadas pelo Clube Radical Pernambucano, entre junho e novembro de 1869. Tiveram como temas os seguintes:
1. O recrutamento por sorteio sem distinção de classes, pronunciada por Gervásio Campelo em 06 de julho de 1869.
2. O Partido Radical no Brasil, pronunciada por Sinfrônio Coutinho em 15 de julho de 1869.
3. A extinção da Guarda Nacional, pronunciada por José Eustáquio Ferreira Jacobina em 04 de setembro de 1869.
4. Polícia eletiva, pronunciada por Leonardo de Almeida em 07 de novembro de 1869.

## Fim e consequências
As Conferências Radicais – assim como os radicais organizados em grupo político – duraram pouco. Já em 1870, foi criado no Rio de Janeiro o Clube Republicano, sucessor do Clube Radical, uma vez que seus membros decidiram pelo rompimento com o regime e a adoção da pregação republicana e federalista. Logo os clubes provinciais seguiram o exemplo. A maior parte dos radicais foi responsável pelo Manifesto Republicano daquele ano e, em especial os de São Paulo, participou da fundação do Partido Republicano Paulista. Com a adesão de parte considerável da oligarquia cafeeira, desiludida com os rumos, segundo ela, abolicionistas do regime monárquico, os antigos radicais tiveram que moderar seu programa político, excluindo dele pautas como a emancipação dos escravos. Outros radicais, contudo, se reuniram aos antigos liberais, reunificando o partido.
O legado dos radicais pode ser visto, principalmente, por dois ângulos, o de sua tática de propaganda, única até então, e o do conteúdo de suas ideias, as mais radicais propostas até aquele momento. De sua tática de propaganda nasceram as chamadas “Conferências da Glória”, organizadas pelo Conselheiro Manuel Francisco Correia, na região carioca da Glória, Largo do Machado, durante a década de 1870. Também conhecidas como “Conferências Populares”, essas palestras se utilizavam da herança radical em seu modo de comunicação, mas tratavam de assuntos de cunho educacional, com temas referentes à Literatura, Filosofia, História, etc., contando, inclusive, com a presença assídua do Imperador D. Pedro II.
Do conteúdo de suas ideias, foram extraídas as principais reformas dos anos finais do Segundo Reinado, como a Lei do Ventre Livre, de 1871, e a Lei Saraiva, de 1881. Essas reformas, embora já inscritas no programa do Partido Liberal histórico, foram impulsionadas pelo discurso radical do final da década de 1860.